# فلاديمير باليتش
فلاديمير باليتش (بالكرواتية: Vladimir Balić)‏ هو لاعب كرة قدم كرواتي في مركز حراسة المرمى، ولد في 29 سبتمبر 1970 في فوكوفار في كرواتيا. لعب مع نادي أوسييك وهايدوك سبليت.